# Rolleicord

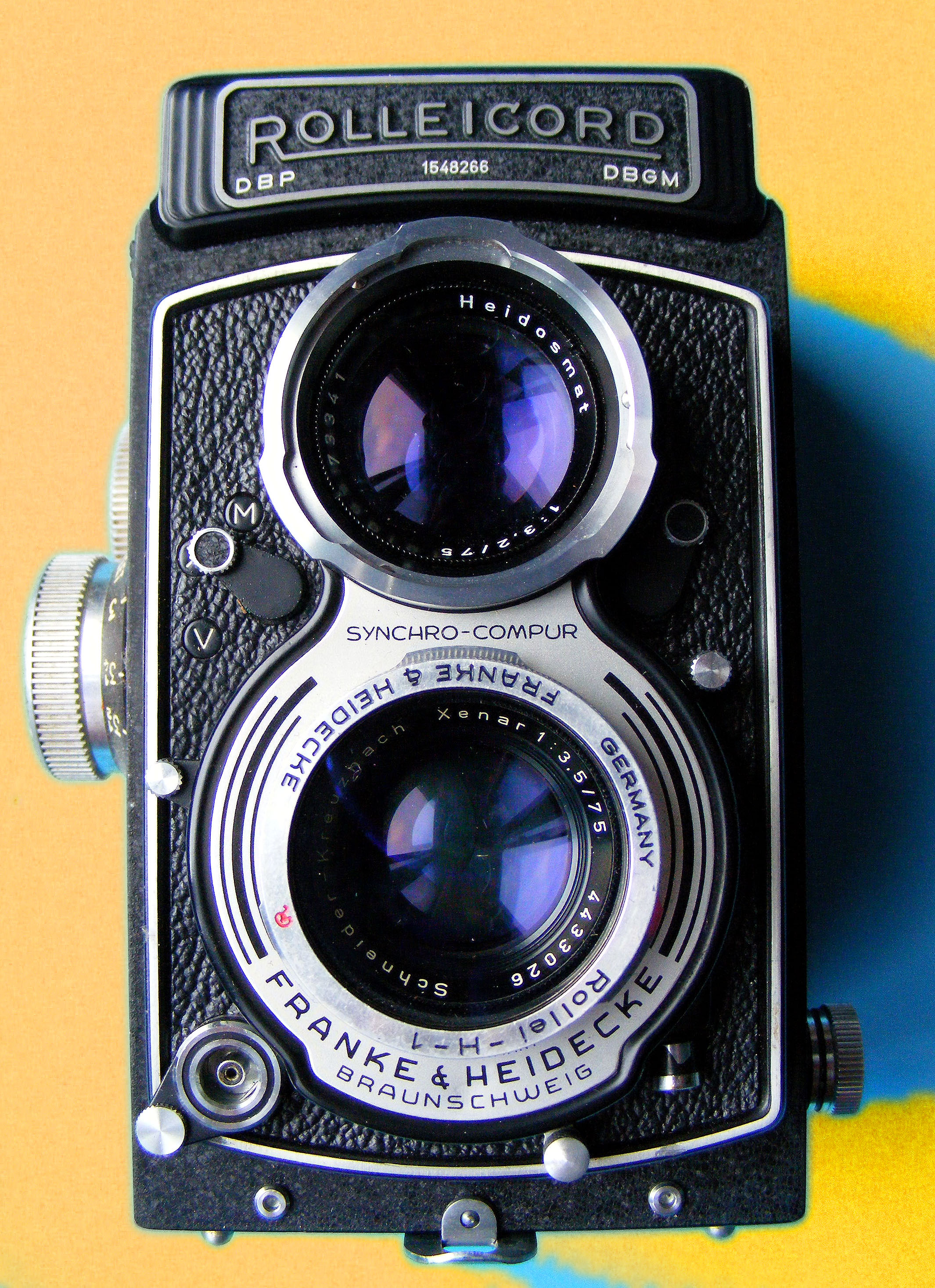
Rolleicord V 1955 года выпуска

Rolleicord — семейство двухобъективных зеркальных фотоаппаратов, выпускавшихся германской компанией Franke & Heidecke, позднее Rollei.

## История фотоаппарата
Rolleicord выпускался с 1933 года по 1976 год и, являясь более дешёвой версией фотоаппарата Rolleiflex, предназначался для любителей фотографии. Rolleicord отличался от Rolleiflex:
- упрощённым механизмом перемотки плёнки (ручка вместо рычага у Rolleiflex).
- апертурой объектива (от 4,5 до 3,2 в зависимости от модели, до 2,8 у Rolleiflex).

У фотоаппаратов, выпущенных до окончания Второй мировой войны, на передних крышках имеются надписи DRP (Deutsches Reichs Patent) и DRGM (Deutsches Reichs GebrauchsMuster). После войны наносили надписи DBP и DBGM; слово Reich заменили на Bund (федеральный).

После Второй мировой войны на фотоаппараты Rolleicord начали устанавливать объективы производства компании Schneider Kreuznach.

## Модели
| Модель         | Годы выпуска | Визирующий объектив | Фотографирующий объектив     | Детали                                                         |
| -------------- | ------------ | ------------------- | ---------------------------- | -------------------------------------------------------------- |
| Rolleicord I   | 1934         | Heidoskop 4,5/75 mm | Carl Zeiss Triotar 3,8/75 mm | Без счётчика кадров, выдержки 1 сек — 1/300 сек, затвор Compur |
| Rolleicord Ia  | 1936         | Heidoskop 4,5/75 mm | Carl Zeiss Triotar 4/75 mm   | Счётчик кадров, красное окошко на нижней крышке                |
| Rolleicord II  | до 1950      | Heidoskop 3,2/75 mm | Carl Zeiss Triotar 3,5/75 mm | с 1949 года диапазон выдержек увеличился до 1/500 сек          |
| Rolleicord III | 1950 — 1953  | Heidoskop 3,2/75 mm | Schneider Xenar 3,5/75 mm    | -                                                              |
| Rolleicord IV  | 1953         | Heidosmat 3,2/75 mm | Schneider Xenar 3,5/75 mm    | -                                                              |
| Rolleicord V   | 1954         |                     | Schneider Xenar 3,5/75 mm    | Защита от двойной экспозиции кадра                             |
| Rolleicord Va  | 1954         |                     | Schneider Xenar 3,5/75 mm    | Имел адаптеры для плёнки с размером кадра 4×4 см и 4×5,5 см    |
| Rolleicord Vb  | 1962 — 1976  | Heidosmat 3,2/75 mm | Schneider Xenar 3,5/75 mm    | Сменный фокусировочный экран                                   |